# スズキ・グランドエスクード
グランドエスクード（GRAND ESCUDO）は、かつてスズキが製造、販売していた大型SUV。北米向けのグランドビターラXL-7を日本に導入したモデルである。

## 初代 TX92W型 （2000年-2005年）
2000年12月発売。グランドビターラ（2代目エスクード）をベースにホイールベースを延長したモデルで、全長はエスクードの5ドアモデルより485mm長く、3列・7人乗りとなっている。エンジンはV型6気筒2,700ccガソリンエンジンを搭載する。
2002年1月9日、ファッションデザイナー山本寛斎が外観、内装をファッショナブルにアレンジした特別仕様車、グランドエスクード「KANSAI」を設定。インテリアでは、山本寛斎デザインの専用シート表皮＆ドアトリムクロス、本革巻きステアリングホイール＆ATシフトノブおよびトランスファーレバー、それにインパネガーニッシュ、センターコンソール、フロアコンソールガーニッシュに木目調を採用した。2DINサイズのCD／MDステレオを採用。
2002年6月25日、特別限定車「ヘリー・ハンセン リミテッド」を設定。専用のフロントバンパー（フォグランプ付）、フロントグリル、ヘッドランプガーニッシュ、サイドステップ、リヤアンダーガーニッシュ、スペアタイヤハウジング（ロゴ入り）等を採用し、力強いイメージの外観とした。
内装は、撥水加工処理を施した専用ファブリックシート表皮、 専用スピーカーを採用したMD/CDステレオ（DSP機構付）、文字盤面を白色とした専用メーターパネル、黒色本革巻ステアリングホイール、シフトノブおよびトランスファーレバーを採用。
（限定500台）
2002年11月、一部改良。インパネのデザインを変更。
2003年6月、マイナーチェンジ。フロントマスクのデザインを一新。
2004年5月20日、特別仕様車「グランドエスクード L‐エディション」を設定。特長は、本革シート表皮と人工皮革のドアトリム表皮を採用した質感の高い内装、また、黒木目調パネル(インストルメントパネル、シフトコンソール、前パワーウインドースイッチベゼル、トランスファーレバー、シフトノブ) 、本革巻ステアリングホイール、メッキドアハンドル(内側）を採用。
2005年4月、生産終了。同年5月に販売終了となった。後継車はなく、スズキは日本国内における3列シートSUV市場から撤退することとなった。
なお、北米向けのXL-7は2006年にフルモデルチェンジを行い、ハイフンなしの「XL7」として2代目が登場している。